# Thuès-de-Llar
Thuès-de-Llar  est une ancienne commune et un ancien hameau situé à Thuès-Entre-Valls, dans le département français des Pyrénées-Orientales.

## Toponymie
En catalan, le nom de la commune est Toès de Llar.

## Histoire
Le hameau à l'origine de Thuès-de-Llar, situé sur le chemin royal de Cerdagne et à la limite avec le territoire de Llar, est mentionné dès le XVIe siècle. On y trouvait une auberge (l'hostal del pou, 1530), un moulin, puis plus tard une forge.
Le 13 mars 1822, la commune de Thuès-de-Llar est supprimée et rattachée à celle de Thuès-Entre-Valls.

## Politique et administration

### Canton
En 1790, la commune de Thuès-de-Llar est incluse dans le canton d'Olette, dans lequel elle demeure après avoir été rattachée à Thuès-Entre-Valls en 1822.

## Population et société

### Démographie
La population est exprimée en nombre de feux (f) ou d'habitants (H).
| 1720 | 1767 | 1774 | 1789 | 1793 | 1794 | 1800 | 1804 | 1806 |
| ---- | ---- | ---- | ---- | ---- | ---- | ---- | ---- | ---- |
| 5 f  | 64 H | 23 f | 15 f | 63 H | 68 H | 68 H | 61 H | 71 H |

| 1820 | - | - | - | - | - | - | - | - |
| ---- | - | - | - | - | - | - | - | - |
| 83 H | - | - | - | - | - | - | - | - |

À partir de 1826, la population est comptée avec celle de Thuès-Entre-Valls.